# A Private Christmas
 (mars 2025).
Si vous disposez d'ouvrages ou d'articles de référence ou si vous connaissez des sites web de qualité traitant du thème abordé ici, merci de compléter l'article en donnant les références utiles à sa vérifiabilité et en les liant à la section « Notes et références ».
Albums de Charles Aznavour
We Were Happy Then
(1978) Aznavour '83
(1983)
A Private Christmas est le 11e album studio de Charles Aznavour en anglais. Il sort en 1978.
Cet album a été réédité en 1981 sous le titre My Christmas Album au Royaume-Uni avec un réenregistrement du titre She en bonus.

## Liste des chansons
| 1. | A very private christmas (Noël à Paris)                          | Dee Shipman / Charles Aznavour                                 | 02:30 |
| 2. | Christmas Calypso (Papa Calypso)                                 | Herbert Kretzmer / Charles Aznavour                            | 03:28 |
| 3. | Tell me who was born (Un enfant est né)                          | Charles Aznavour / Georges Garvarentz, Adapt. Herbert Kretzmer | 02:45 |
| 4. | Christmas eve in a gambling town (Noël au saloon)                | Charles Aznavour                                               | 02:14 |
| 5. | My own child for Christmas from you (Un enfant de toi pour Noël) | Charles Aznavour / Georges Garvarentz, Adapt. Dee Shipman      | 03:25 |

| 6.  | Ave Maria (Version anglaise)              | Charles Aznavour / Georges Garvarentz, Adapt. Herbert Kretzmer           | 04:57 |
| 7.  | I don't understand (Je ne comprends pas)  | Jacques Plante / Charles Aznavour, Adapt. Herbert Kretzmer               | 03:20 |
| 8.  | Goodbye Christmas past (Noël d'autrefois) | Charles Aznavour - Jacques Plante / Charles Aznavour, Adapt. Dee Shipman | 03:53 |
| 9.  | Snowball (Comment c'est fait la neige)    | Jacques Plante / Charles Aznavour, Adapt. Herbert Kretzmer               | 03:51 |
| 10. | Hosanna (Version anglaise)                | Charles Aznavour, Adapt. Dee Shipman                                     | 02:34 |